# Roary the Racing Car
Roary the Racing Car (conosciuto anche come In pista con Roary e Roary l'auto da corsa) è un cartone animato britannico per bambini ideato da David Jenkis, Peter Curtis, Keith Chapman, prodotto da Chapman Entertainment e Cosgrove Hall Films e distribuito da Target Entertainment. È realizzato con la tecnica dello stop-motion abbinata ad immagini digitali prodotte al computer dallo studio cinematografico Liddell. In Italia è andata in onda su Rai Gulp dal 7 aprile 2008 al 13 giugno 2011.

## Trama
La serie è ambientata nel fittizio autodromo di Silver Hatch (combinazione dei nomi di Silverstone e di Brands Hatch, due circuiti situati in Inghilterra) e racconta le avventure di un gruppo di auto da corsa umanizzate. La maggior parte dell'azione si svolge nell'officina e nella campagna circostante l'autodromo, anche se in ogni puntata c'è una corsa sul circuito. Occasionalmente la scena si sposta in altri luoghi, come la vicina spiaggia. Roary, il protagonista, è un'automobile rossa simile a una monoposto di Formula 1.

### Narrazione
Ogni episodio inizia e finisce con un commento da parte di una voce fuori campo. Nella versione originale si tratta dell'ex campione di Formula 1 inglese sir Stirling Moss. Nella versione americana la voce è del pilota NASCAR Sam Hornish Jr.. La voce narrante in Italia è quella di Alex Zanardi, che ha devoluto in beneficenza il suo compenso.

## Personaggi
Roary
Doppiato da: Maria Darling (ed. inglese), Benedetta Ponticelli (ed. italiana)
È un giovane bolide da corsa poco esperto e che fa spesso degli errori ma, tuttavia, impara con l'aiuto dei suoi amici.
Maxi
Doppiato da: Marc Silk (ed. inglese)
È una vecchia monoposto italiana di Formula Uno di colore giallo ed era a Silver Hatch già prima dell'arrivo di Roary. È il preferito del proprietario, signor Carburator, e si aspetta il meglio da tutti.
Cici
Doppiata da: Maria Darling (ed. inglese), Anna Mazza (ed. italiana)
È un'automobile francese rosa e viola e funziona a energia solare. Ama flirtare ed è una delle migliori amiche di Roary e la prima macchina ad avergli parlato quando è arrivato. Sembra avere una cotta per Maxi, anche se è molto colpita dallo stesso Roary.
Tin Top
Doppiato da: Peter Kay (ed. inglese), Marco Balzarotti (ed. italiana)
È una macchina grande e potente, che prende le curve sempre troppo larghe e a gran velocità, finendo fuori strada.
Drifter (Dragga)
Doppiato da: Marc Silk (ed. inglese), Diego Sabre (ed. italiana)
È una macchina da corsa giapponese per il drifting ed è tecnologicamente all'avanguardia.
Rusty
Doppiato da: Dominic Frisby (ed. inglese)
È una vecchia roulotte arrugginita e immobile che vive a Silver Hatch e fa da casa a Chris. Spesso dorme e quando viene svegliata le piace ricordare i bei tempi andati.
Plugger
Doppiato da: Dominic Frisby (ed. inglese), Diego Sabre (ed. italiana)
È un fuoristrada 4x4 e non si fa mai prendere dal panico.
FB
Doppiato da: Dominic Frisby (ed. inglese)
È il pickup di Farmer Green e gioca spesso con Cici e Roary, che considera il suo migliore amico.
Zippee
Doppiata da: Maria Darling (ed. inglese)
È lo scooter di Marsha.
Hellie
Doppiato da: Tim Whitnall (ed. inglese)
È un elicottero rosso e viola che trasporta Carburator.
James
È un'auto sportiva classica simile a una Aston Martin DB5 e porta Mamma Mia ovunque voglia andare.
Nick
Doppiato da: Marc Silk (ed. inglese)
È un'auto della polizia che lavora con P.C. Pete.
Breeze
Doppiata da: Maria Darling (ed. inglese)
È una macchina piccola che vive in spiaggia e parla con finto accento australiano.
Loada
Doppiato da: Dominic Frisby (ed. inglese)
È un camion che trasporta le macchine in occasioni speciali e conosce molte storie divertenti sulla strada.
Conrod
Doppiato da: Craig Lowndes (ed. inglese)
È una macchina da corsa australiana.
Chris (Big Chris)
Doppiato da: Peter Kay (ed. inglese), Gianluca Iacono (ed. italiana)
È il meccanico di Silver Hatch, vive in Rusty e si prende cura delle macchina. È poco ordinato e distratto, e perde sempre le cose.
Marsha
Doppiata da: Maria Darling (ed. inglese), Jasmine Laurenti (ed. italiana)
È una giudice di gara e l'amministratrice ufficiosa di Silver Hatch. Ama che le cose siano ordinate e organizzate, cosa che spesso la porta in conflitto con Chris. Si tiene in forma correndo.
Sig. Carburator (Mr. Carburettor)
Doppiato da: Tim Whitnall (ed. inglese), Pietro Ubaldi (ed. italiana)
È il proprietario di Silver Hatch, la sua macchina preferita è Maxi e ha un dente d'oro, che mostra sempre quando sorride. Si arrabbia facilmente ed è un perfezionista.
Farmer Green
Doppiato da: Marc Silk (ed. inglese)
È il proprietario dell'azienda agricola di fianco al circuito e il padrone dell'asino Dinkie.
Mamma Mia
Doppiata da: Maria Darling (ed. inglese)
È la madre di Carburator e la proprietaria di James.
P.C. Pete
Doppiato da: Dominic Frisby (ed. inglese)
È il poliziotto di Silver Hatch e il fratello minore di Marsha.
Flash
Doppiato da: Mark Silk (ed. inglese)
È un coniglio antropomorfo che vive sotto un albero sul bordo della pista.
Dinkie
Doppiato da: Tim Whitnall (ed. inglese ed italiana)
È un vecchio asino grigio, spesso al lato della pista.